# Khairi Fortt
Khairi Fortt (Stamford, 24 maggio 1992) è un giocatore di football americano statunitense che gioca nel ruolo di linebacker per i Jacksonville Jaguars della National Football League (NFL).
Fu scelto nel corso del quarto giro (126º assoluto) del Draft NFL 2014 dai New Orleans Saints. Al college giocò a football alla Pennsylvania State University (2010-2011) e all'Università della California (2012-2013).

## Carriera professionistica

### New Orleans Saints
Fortt fu scelto nel corso del quarto giro del Draft 2014 dai New Orleans Saints. Il ottobre 2014 fu svincolato senza essere mai sceso in campo.

### Cincinnati Bengals
Il giorno successivo, Fortt firmò coi Cincinnati Bengals.

### Jacksonville Jaguars
Il 3 novembre 2014, Fortt firmò coi Jacksonville Jaguars con cui debuttò come professionista nella vittoria della settimana 13 contro i New York Giants e chiuse la sua prima stagione con tre presenze e un tackle.

## Statistiche
| Partite totali      | 3 |
| Partite da titolare | 0 |
| Tackle totali       | 1 |
| Sack fatti          | 0 |
| Intercetti          | 0 |

Statistiche aggiornate alla stagione 2014